# Brant Bjork & the Operators
 (novembre 2024).
Si vous disposez d'ouvrages ou d'articles de référence ou si vous connaissez des sites web de qualité traitant du thème abordé ici, merci de compléter l'article en donnant les références utiles à sa vérifiabilité et en les liant à la section « Notes et références ».
Brant Bjork And the Operators est le premier album du desert rocker Brant Bjork. Cependant, il est crédité comme « Brant Bjork & the Operator » pour la raison que certains de ses amis se sont prêtés à la guitare et au chant, à savoir Mathias Schneeberger et Mario Lalli. Malgré cela, Brant chante et joue de tous les instruments dans cet album.
Cet album a été réédité en 2008 sous forme de deux LP (Long Play).

## Liste des pistes
1. Hinda65 - 5 min 5 s
2. Smarty Pants - 4 min 2 s (*)
3. My Ghettoblaster - 4 min 48 s
4. Electric Lalli Land - 5 min 11 s
5. From The Ground Up (We Just Stay The Same) - 3 min 1 s (*)
6. Cheap Wine - 4 min 9 s
7. Cocoa Butter - 3 min 13 s
8. Joey's Radio - 4 min 1 s
9. Captain Lovestar - 6 min 33 s
10. Hinda65 (Return Flight) - 4 min 57 s

## Crédits
- Brant Bjork: voix, guitare, basse, Batterie
- Mathias Schneeberger: clavier,   (*) guitare additionnelle
- Produit & Enregistré par Mathias Schneeberger
- Guitar leads sur Electric Lalli Land par Mario Lalli
- Backing Vocals sur Captain Lovestar par Franz Stahl, Princess Lovestar par Debbie
- All words and music written by Brant Bjork except Smarty Pants, music by Mathias Schneeberger
- From The Ground Up, music by Brant Bjork & Mathias Schneeberger